# Julius von Zech auf Neuhofen
Johann Nepomuk Felix Julius Graf von Zech auf Neuhofen (* 23. April 1868 in Straubing; † 29. Oktober 1914 bei Gheluvelt, Flandern) war ein deutscher Offizier und Kolonialbeamter, der von 1905 bis 1910 als Gouverneur der deutschen Kolonie Togo amtierte.

Julius Graf von Zech auf Neuhofen

## Leben
Zech entstammte der bayerischen Adelsfamilie Zech auf Neuhofen, deren Mitglieder lange Zeit als Beamte wirkten. Sein Vater war ein hoher Justizbeamter im Königreich Bayern und Eigner des Schlosses Steinach in der Nähe von Straubing, auf dem Zech geboren wurde. Zech blieb Zeit seines Lebens unverheiratet.

### Offizierslaufbahn
Zechs Karriere begann 1886 mit dem Eintritt in die Bayerische Armee. 1888 wurde er Sekondeleutnant im 2. Infanterie-Regiment „Kronprinz“. Im Zeitraum von 1891 bis 1894 war er Regimentsadjutant und wurde 1895 zum Oberleutnant befördert. Aber der Dienst in Bayern, noch dazu in Friedenszeiten, bot nur sehr begrenzte Karrieremöglichkeiten. In dieser Phase beruflicher Unzufriedenheit wurde man in der Reichsleitung auf Zech aufmerksam. Man beabsichtigte seinerzeit unter anderem auch die Errichtung einer, wenn auch kostspieligen, Militärpräsenz in dem neu gewonnenen Kolonialreich. So wurden Anfang der 1890er mit den Schutztruppen reguläre militärische Einheiten als Verteidigungs- und Polizeitruppen speziell für die afrikanischen Kolonien geschaffen. Dadurch ergaben sich eine Reihe neuer Möglichkeiten, welche den Kolonialdienst in den Augen vieler Offiziere attraktiv werden ließen. Es waren vor allem Abenteuerlustige und Außenseiter, die im Heimatland weder einen beruflichen oder sozialen Aufstieg erwarten konnten. Daneben waren es vornehmlich Offiziere mit durchschnittlicher Befähigung, die hofften, in den Kolonien schneller befördert zu werden. Aber es gab auch einige wenige Offiziere mit überdurchschnittlicher Begabung, zu denen man ohne Zweifel auch Zech zählen konnte, für die der Kolonialdienst attraktiv erschien. Denn ein Kolonialoffizier musste vor Ort sowohl als militärische als auch zivile Autorität in Erscheinung treten. Innerhalb der deutschen Kolonien wurden in vielen Bereichen Aufgaben der lokalen Verwaltung durch Militärpersonen im Offiziers- und Unteroffiziersrang wahrgenommen. Zech trat 1895 als erster Leutnant der Bayerischen Armee in den Dienst der Kolonialabteilung des Auswärtigen Amtes (AAKA) (später: Reichskolonialamt) und wurde zunächst mit einer Aufgabe innerhalb der Polizeitruppe Togos betraut.

### Kolonialbeamter
Zech kam nach Togo in einer Zeit, als die Zukunft des hiesigen deutschen Kolonialprojektes maßgeblich durch die Konkurrenz der Briten und Franzosen beim Rennen in das Innere von Afrika bestimmt wurde. Ausgestattet mit einem Kolonialterritorium, das nicht nur den schmalsten Küstenstreifen Westafrikas besaß, sondern auch nur äußerst geringe Ressourcen bot, schien Deutschland in diesem Rennen von vornherein auf der Verliererseite zu stehen. Dennoch verfolgte die Kolonialregierung in Togo zu der Zeit, als Zech in Togo eintraf, das ehrgeizige Ziel, ins Landesinnere von Afrika vorzustoßen und bislang noch nicht den Franzosen oder Briten zugehörige Gebiete unter deutscher Oberhoheit zu bringen. Mehrere Forschungsexpeditionen wurden ins Landesinnere entsandt, um geographische Erkundungen vorzunehmen und dabei Verträge mit einheimischen Autoritäten zu schließen hinsichtlich des Beitritts ihres Machtbereiches zum deutschen „Schutzgebiet“. Fernziel war zu dieser Zeit (noch) eine Verbindung zwischen der Togoküste und dem Niger als zusammenhängende deutsche Kolonie.
Dennoch sah man in der deutschen Regierung eine wirtschaftlich abgesicherte Zukunft der Togo-Kolonie vornehmlich auf der Basis einer Erschließung natürlicher Ressourcen, über eine Kontrolle der Märkte, über die der Warenaustausch mit dem Innern von Afrika stattfand sowie in der Nutzung von Arbeitskraftreserven aus den weiter landeinwärts befindlichen Regionen. Das Hauptaugenmerk lag dabei auf der bereits unter deutscher Schutzherrschaft stehende Küstenregion, die, obgleich klein an Größe, jedoch ökonomisch stark genug war, die Kosten für notfalls erforderliche kleinere Militärexpeditionen ins Landesinnere selbst zu decken, seitdem der Reichstag ausreichende Geldmittel für solche Zwecke nicht mehr bewilligte.
Zech's Tätigkeit in Togo war anfänglich ausschließlich mit dem Vorstoß ins Hinterland verknüpft. Nach seiner Ankunft in Togo wurde er 1895 zum Leiter der neu-errichteten Verwaltungsstation in Kete Krachi ernannt, die man im Jahr zuvor errichtet hatte, um von hier aus eine effektive Kontrolle über das Togo-Hinterland bewerkstelligen zu können sowie um einen Teil des inneren Handels mit den weiter entfernteren Regionen von Togo und Dahomé besteuern zu können. Der Standort Kete-Krachi als Verwaltungszentrum war darüber hinaus insofern von Bedeutung, da er es den Deutschen gestattete, kontinuierliche Beziehungen zu den Dagombas zu unterhalten, dem wohl bedeutendsten Volk und Reich im Norden von Togo. Zudem liefen in Kete Krachi auch zwei bedeutende Handelsrouten zusammen, von denen eine in den Nordosten und die andere in den Nordwesten führte. Zech's Aufgaben lagen jedoch nicht nur in der politischen Verwaltung der Kete Krachi-Region. Anfang 1896 leitete er eine Expedition in den Nordosten Togos, welche einen Vertrag mit dem Häuptling von Sugu und die Etablierung der deutschen Kontrolle an einem strategisch wichtigen Punkt vis-à-vis zu den Franzosen zum Ziel hatte. Dabei stieß er jedoch auf Widerstand und es kam zu Gefechten mit den Sugus. Schließlich gelang es ihm und den 16 Soldaten in seiner Begleitung, die lokalen Häuptlinge insofern einzuschüchtern, dass diese schließlich die Kampfhandlungen einstellten. Allerdings war seine Truppe zahlenmäßig zu klein, um in Sugu eine Garnison zu hinterlassen.
Die Mangelhaftigkeit, die das deutsche Vordringen in Westafrika von vornherein begleitete, zeigte sich vor allem in Zech's zweiter Expedition nach Sugu 1896/1897. Er erreichte Sugu noch vor der französischen Konkurrenz, die gleichzeitig von Dahomé aus anrückte, um Sugu ihrerseits in Besitz zu nehmen. Aber die Franzosen erschienen dann doch in einer etwas größeren Mannschaftsstärke und Zech, dem wohl bewusst war, dass er von den lokalen Häuptlingen keine Hilfe erwarten konnte, überließ schließlich Sugu der französischen Übermacht und kehrte nach Kete Krachi zurück.
Zech blieb Stationsleiter in Kete Krachi bis 1900. In dieser Zeit spielte er eine nicht ganz unbedeutende Rolle bei den Unterhandlungen zum deutsch-französischen Grenzvertrag von 1897 bezüglich des Grenzverlaufes zwischen Dahomé und Togo sowie beim britisch-deutschen Vertrag über die neutrale Zone (Salaga-Gebiet) zwischen Togo und den Nordterritorien der Goldküste. Er war auch als erster deutscher Kommissar Mitglied der deutsch-britischen Kommission, die 1901/1902 die endgültige Grenze zwischen Togo und den Nordterritorien der Goldküste vermaß und festlegte.
Im Jahre 1900 wurde Zech zum Bezirksamtmann ernannt und mit der Verwaltung des Anecho-Distriktes betraut. Anecho (hist. Klein-Popo) war damals die größte und bedeutendste Stadt an der Togoküste, wenngleich auch Lomé die Rolle der kolonialen Hauptstadt erhalten hatte. Bevor er jedoch seinen Dienst in Anecho antrat, unternahm Zech Reisen nach Marokko, Algerien, Tunesien und Tripolis. In seiner Zeit als Bezirksamtmann in Anecho gewann Zech viel an Reputation. Nach seiner Teilnahme an der deutsch-britischen Grenzkommission 1901/1902 wurde er 1902 zum Kanzler befördert, der zweithöchsten Position in der deutschen Kolonialverwaltung Togos. Als solcher war er für den Betrieb der zentralen Regierungsstellen in Lomé zuständig. 1903 wurde Zech zum Regierungsrat ernannt.

### Gouverneur

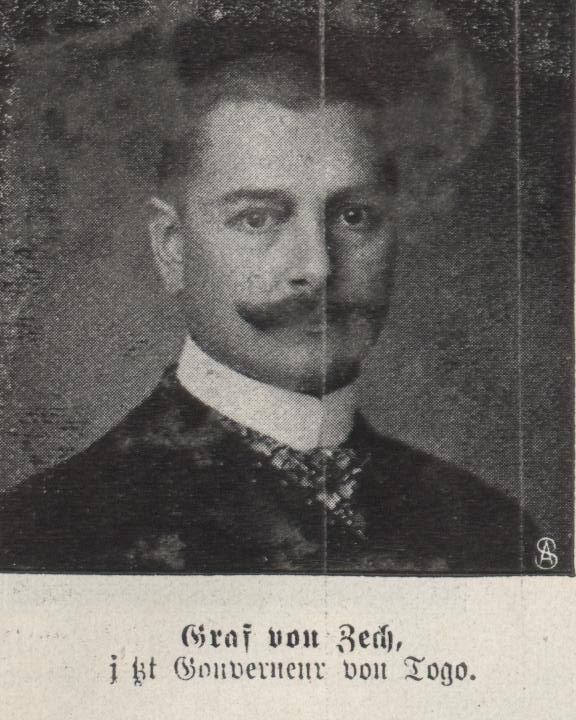
Gouverneur von Zech

Als Reaktion auf die Horn-Affaire wurde 1903 Gouverneur Horn für die Zeitdauer der Untersuchungen aus seinem Amt entfernt. Gleichzeitig übertrug man Zech kommissarisch die Leitung der Regierungsgeschäfte als stellvertretender Gouverneur. In dieser Position hinterließ Zech bei seinen Vorgesetzten in Berlin einen genügend positiven Eindruck, so dass seine Stellung 1905 in die eines ständigen Gouverneurs umgewandelt wurde.
Während seiner Amtszeit als Gouverneur versuchte Zech eine Reform der Kolonialverwaltung, die vor allem auf Verbesserung der Beziehungen zu den Einheimischen ausgerichtet war. Das Ansehen der deutschen Kolonialverwaltung war unter der Bevölkerung durch die Horn-Affäre erheblich beschädigt worden. Gleichzeitig sah man sich sowohl in Berlin als auch in Lomé genötigt, auf die Interessen kolonialwirtschaftlicher Lobbys einzugehen, die sich besonders in der Deutschen Kolonialgesellschaft und einige kleinere Gruppen im Kolonialwirtschaftlichen Komitee (KWK) organisiert hatten. Bei einigen dieser Lobby-Gruppen erwuchs ihre Motivation zum kolonialwirtschaftlichen Engagement aus politischen und ideologischen Ansichten heraus. Sie konnten seitens der Regierung zumeist mit eingeschränkten Handelskonzessionen zufriedengestellt werden. Andere Gruppen dagegen waren in der Lage, ökonomischen Druck auszuüben, und riefen nach politischen Entscheidungen, die mitunter sehr weitreichender und kostspieliger Natur waren. Besonders diese letztere Gruppe intensivierte ihre Aktivitäten in der Zeit, als Togo versuchte, seinen in der Tat profitablen Handel weiter auszubauen und die landwirtschaftliche Produktion auf eine breitere Basis, d. h. mit einer größeren Produktvielfalt zu stellen. Zech hat niemals eine Autobiografie geschrieben, aber aus seinen offiziellen Aussagen heraus und auch denen seiner Zeitgenossen scheint es, dass er sich jedoch niemals Politik oder Handlungsweisen zugunsten einzelner Interessengruppen zu eigen gemacht hat.
Im Jahre 1908 unternahm Zech eine Studienreise nach Dahomé und zu den britischen Protekoratsgebieten Nord- und Südnigeria. Zech war sehr interessiert, Einzelheiten der britischen „Indirect rule“ kennenzulernen, die er auch in Togo einzuführen gedachte. Mit dieser Haltung war er nicht allein; in Berlin hatte er in Personen wie dem Publizisten Paul Rohrbach oder dem Kolonialsekretär und Gouverneur Wilhelm Solf einflussreiche Gesinnungsgenossen. Insbesondere die Methoden des Lord Lugard in Nordnigeria oder die Methoden der britischen Verwaltung des Yorubalandes waren es, denen Zech seinen Respekt aussprach.
Am 7. November 1910 ersuchte Zech aus gesundheitlichen Gründen um die Versetzung in den Ruhestand, die ihm gleichzeitig mit der Verleihung des Ranges eines Rats 1. Klasse bewilligt wurde.

### Rückkehr nach Deutschland
Im März 1911 war Zech der erste Delegierte der deutschen Kommission bei den Pariser Verhandlungen zur Grenzziehung zwischen Togo und Dahomé. Im Jahre 1912 nahm er als Vertreter des Reichskolonialamtes an den Verhandlungen der Internationalen Spirituosenkonferenz in Brüssel teil.
Zu Beginn des Ersten Weltkriegs wurde Julius von Zech auf Neuhofen als Offizier reaktiviert und übernahm im Range eines Majors das 1. Bataillon des 16. Reserve-Infanterie-Regiments. Diesem Bataillon gehörte auch der Kriegsfreiwillige Adolf Hitler an, dessen erster Bataillonskommandeur Zech damit wurde. Er fiel bereits nach wenigen Kriegsmonaten Ende Oktober 1914 in Flandern bei Gheluvelt während des ersten Sturmangriffs des 16. Reserve-Infanterie-Regiments auf britische Stellungen.